# 守屋洋
守屋 洋（もりや ひろし、1932年5月19日 - ）は、日本の中国文学者。SBI大学院大学教授。

## 来歴
宮城県気仙沼市出身。宮城県気仙沼高等学校、東京都立大学 (1949-2011)卒業、同大学院中国文学科修士課程修了。中国古典の翻訳、またこれに基づくビジネス書を多く執筆。
SBI大学院大学経営管理研究科教授。中国文化評論家の守屋淳は子。みなと気仙沼大使。

## 著書
- 人心収攬の人間学 「不言の言」で人を動かす極意 徳間書店 1974 「中国説客列伝」徳間文庫
- 老荘入門 逆境を乗り切る本 徳間書店 1975 「老荘思想の読み方」徳間文庫
- 中国宰相列伝 社会思想社 1976（現代教養文庫）
- 覇者の戦略と決断 産業能率短期大学出版部 1978.8 「中国覇者列伝」徳間文庫、PHP文庫
- 中国人の交渉術 世渡りの才覚とは 産業能率短期大学出版部 1978.12
- 中国人の発想80の知恵 現代に生きる中国古典の英知 日本文芸社 1979.11 のちPHP文庫
- 孫子の兵法 産業能率大学出版部 1979.12 のち三笠書房（知的生きかた文庫）
- 悪党に学ぶ勝ち残りの戦略 中国古典の人間学 ビジネスに勝ち人生に勝つために 日新報道 1980.12 「中国古典に学ぶ勝ち残りの戦略」サンマーク文庫
- 呉子・尉繚子の兵法 産業能率大学出版部 1980.11
- 兵法に学ぶ説得術 産業能率大学出版部、1981 「説得力の極意」三笠書房知的生きかた文庫
- 「宰相型人間」の研究 中国人に学ぶNo.2の条件 PHP研究所 1981.4 「名参謀の条件」三笠書房知的生きかた文庫
- 「三国志」の人物学 PHP研究所 1981.7 のち文庫
- 「為政三部書」講義 中国古典「三事忠告」の行動指針 PHP研究所 1981.10 のち文庫
- 中国皇帝列伝 PHP研究所 1981.2 のち徳間文庫、PHP文庫
- 新釈菜根譚 PHP研究所 1982.4 のち文庫
- 三国志 勝つべき者が勝つ要諦 ダイヤモンド社 1982.7 のちPHP文庫、「「三国志」勝利の絶対法則」成美文庫
- 兵法三十六計 古典が教える人生訓 竹井出版 1982.9 のち三笠書房（知的生きかた文庫）
- 「乱」の帝王学 中国三千年・不滅の指導原理 これが激動期のリーダーシップだ! PHP研究所 1982.11
- 中国武将の智略 「修己治人」の指導哲学 PHP研究所 1982.12 「中国武将列伝」徳間文庫、PHP文庫
- 中国古典の読み方 これだけは知っておきたい処世の知恵 徳間書店 1982.9
- 新釈『老子』講義 PHP研究所 1983.4 「新釈老子」文庫
- 入門孫子の読み方 "戦い"に必ず勝つための法則と戦略・戦術 日本実業出版社 1983.8
- 「史記」の処世学 PHP研究所 1983.9 「「史記」の人物学」文庫
- 帝王学の知恵 中国古典に学ぶ プレジデント社 1984.2 「向上心を養う帝王学の知恵」三笠書房知的生きかた文庫
- 中国古典の人間学 名著十二篇に学ぶ プレジデント社 1984.9 のち新潮文庫、「中国古典のリーダー学」徳間文庫
- 韓非子 強者の管理学 PHP研究所 1984.9 のち文庫
- 男の器量・男の値打ち 小さい自分をでっかくする法 ロングセラーズ 1984.6 「男はいかに生きるべきか!」三笠書房（知的生きかた文庫）、原題PHP文庫
- 続中国古典の人間学 自分を生かし人を生かす プレジデント社 1985.10 のち新潮文庫
- 中国古典に学ぶ人間的魅力について 法令総合出版 1986.11 「中国三千年の興亡にみる「将たる器」の研究」ワニ文庫
- 十八史略の人間学 新人物往来社 1986.7
- 「近思録」の読み方 日本経済新聞社 1986.10
- 中国実学の読み方 日本人を支えてきた中国古典書12の知恵 ごま書房 1987.2（ゴマブックス）
- 中国古典の名言録 人間を読み、人生を読む プレジデント社 1987.4 のち新潮文庫、「人生を面白くする「中国古典」名言集」三笠書房（知的生きかた文庫）
- 入門孫子の読み方 日本実業出版社、1987 「「孫子の兵法」がわかる本」三笠書房（知的生きかた文庫）
- 中国古典一日一言 PHP文庫 1987.12
- 中国古典名著に学ぶ人生訓 日本法令 1988.3
- 中国古典四字句の知恵 琴線に触れる名言百選 太陽企画出版 1988.3 「中国古典に学ぶ四字熟語」徳間文庫
- 興亡の原理 『三国志』に学ぶ パンリサーチインスティテュート 1988.9 「三国志もう一つの英雄伝」大陸文庫
- 論語の人間学 人間と知恵とを語り尽す プレジデント社 1989.2
- 活学としての中国古典 興亡の歴史に学ぶ現代の人間学 PHP研究所 1989.7 「中国古典がよくわかる本」文庫
- 恢恢録 四字句に学ぶ人生作法 読売新聞社 1989.3 「中国古典の人生学」PHP文庫
- 大学・中庸 中国古典百言百話 PHP研究所 1989.5 のち文庫
- 中国古典の家訓集 父親から息子へ贈る言葉 プレジデント社 1990.7
- 勝つ兵法、負けない兵法 リーダーのための戦略戦術と危機管理とは PHP研究所 1991.7
- 実説諸葛孔明「三国志」の英雄 ある天才軍師の生涯 PHP研究所 1991.6 のち文庫
- 韓非子の人間学 吾が為に善なるを恃まず プレジデント社 1991.4 「「韓非子」を見よ!」三笠書房（知的生きかた文庫）
- 漢詩の人間学 詠み継がれる先達のこころ プレジデント社 1991.12
- 十八史略の人物列伝 英傑・賢人たちに学ぶ プレジデント社 1992.7 のち学研M文庫
- 「三国志」男の値打ち 三笠書房 1993.9
- この一冊で『三国志』英雄のすべてがわかる! 三笠書房（知的生きかた文庫）1994
- 中国古典人生の知恵 PHP研究所 1994.9 のち文庫
- 治乱興亡の人間学 プレジデント社 1995.6
- 三国志の英傑曹操伝 総合法令出版 1995.5 「曹操伝」学研M文庫
- 人生は後半に輝く 中国古典に学ぶ熟成の生き方 PHP研究所 1996.5 「男の後半生」文庫
- 中国名言の人間学 先人に学ぶ人生の知恵 日本経済新聞社 1996.12
- 「荘子」の人間学 自在なる精神こだわりなき人生 プレジデント社 1996.3
- 中国古典「一日一話」 三笠書房（知的生きかた文庫）1997
- 「三国志」男の頭の使い方 三笠書房 1997.3
- 「四書五経」の名言録 成功の経営学 歴思書院 1997.7
- 菜根譚の人間学 珠宝の言葉人生の知恵 プレジデント社 1997.11
- 「書経」の帝王学 リーダー学の原点 プレジデント社 1998.8
- 平成日本の忘れもの 四千年の知恵に学ぶ生きるヒント メディアパル 1998.3
- この一冊で中国古典がわかる! 三笠書房 1998.7 「中国古典名著のすべてがわかる本」知的生きかた文庫
- 中国の智恵聖賢の智恵 生き方の達人になる珠玉のことば PHP研究所 1999.3
- 陽明学回天の思想 閉塞状況を打ち破れ 日本経済新聞社 2000.6
- 新釈韓非子 大人のための中国古典 PHP研究所 2002.4
- 逆境にとらわれず、のびやかに 中国古典に学ぶ生きるヒント 東洋経済新報社 2002.5
- 「老子」の人間学 上善は水の如し プレジデント社 2002.11
- 中国古典の名文集 あの名言・名句四千年の叡智 プレジデント社 2003.10
- 勝つためにリーダーは何をなすべきか 中国古典の名言に学ぶ PHP研究所 2003.11 「リーダーのための中国古典」日経ビジネス人文庫
- 中国古典で知る「できる人」の成功法則 成美文庫 2003.12
- 「孫子の兵法」がわかる本 三笠書房 2004.5 「《中国古典》役に立つ兵法120」知的生きかた文庫
- 「貞観政要」のリーダー学 守成は創業より難し プレジデント社 2005.12
- 『大学』を読む 修己治人の学 致知出版社 2005.1
- 中国古典「名語録」 三笠書房 2005.9
- 中国古典の名言・名句三百選 プレジデント社 2006.11
- 老子・荘子 中国古典百言百話 東洋経済新報社 2007.4
- 日本語力がつく漢詩一〇〇篇 李白・杜甫から乃木希典まで 角川マガジンズ 2007.6
- 右手に「論語」左手に「韓非子」 現代をバランスよく生き抜くための方法 角川SSC新書 2008
- 孫子に学ぶ12章 兵法書と古典の成功法則 角川SSC新書 2008.9
- 将の徳力 中国古典に学ぶ人望学入門 幸福の科学出版 2009.5
- 実践・老荘思想入門 一喜一憂しない生き方 角川SSC新書 2009.9
- 『三国志』正史に学ぶ生き残り術 明治書院 2009.12

## 共編著
- 周恩来の謎 名を捨てて実をとる生き方 立間祥介共著 主婦と生活社 1972
- 人を動かす知恵 中国の故事・名言100 丹羽隼兵共著 ダイヤモンド社 1977.6
- 「孫子の兵法」の使い方 加来耕三共著 三笠書房 1996.10
- 中国の群雄 4 英雄台頭 立間祥介 講談社 1997.10
- 中国古典の名言録 守屋淳 東洋経済新報社 2001.6
- 菜根譚の名言ベスト100 守屋淳 PHP研究所 2007.7
- 孫子の名言ベスト100 守屋淳 PHP研究所 2007.9

## 翻訳
- 中国の思想 第2 戦国策 経営思潮研究会 1964 のち徳間文庫
- 史記 2 司馬遷 奥平卓共訳 徳間書店 1972
- 貞観政要 呉兢 徳間書店 1975
- 十八史略 5 官僚の論理 曾先之 村山孚共編訳 徳間書店 1975 のち文庫
- 中国名将列伝（編訳）徳間書店 1977.11
- 諸葛孔明の兵法 編訳 徳間書店 1977.4
- 三国志 羅貫中 丹羽隼兵共訳 さ・え・ら書房 1977-1978
- 史録中国の兵法 編訳 徳間書店 1978.7
- 人間孔子 その思想と生涯 李長之 徳間書店 1979.4 のち文庫
- 三国志 IV 完結なき世界 竹内良雄共訳 徳間書店 1979.10
- 間書 中国流諜報・謀略の極意 朱逢甲 徳間書店 1982.3
- 新釈伝習録 現代「陽明学」入門 王守仁 PHP研究所 1985.12 のち文庫
- 呻吟語 呂新吾 徳間書店 1987.1
- 史記 3 司馬遷 丸山松幸共訳 徳間書店 1988 のち文庫
- 六韜・三略の兵法 プレジデント社 1994.6
- 商君書 中国流統治の学 商鞅 徳間書店 1995.2
- 為政三部書 各界リーダー座右の書 張養浩 ビジネス社 1998.10
- 司馬法・尉繚子・李衛公問対 守屋淳共訳 プレジデント社 1999.9（全訳「武経七書」）
- 孫子・呉子 守屋淳共訳 プレジデント社 1999.7（全訳「武経七書」）
- 六韜・三略 守屋淳共訳 プレジデント社 1999.10（全訳「武経七書」）
- 人、一日に百戦す 中国兵書名言選 プレジデント社 2000.8